# Нићифорица
Нићифорица (грчки: Νικηφορίτζης) је био византијски евнух, дука Антиохије и де факто владар Византијског царства током царевања Михаила VII Дуке (1071-1078).

## Биографија
Нићифорица је рођен у теми Букеларији. Ступио је у царску службу током владавине Константина IX Мономаха (1042-1059). Постављен је за дуку Антиохије. Након цареве смрти, Нићифорица је затворен. Ослобођен је од стране Романа Диогена (1068-1071) који га је поставио за претора (цивилног гувернера) тема Хеладе и Пелопонеза. Након преузимања власти од стране Михаила VII 1071. године, Нићифорица је служио цезара Јована Дуку. У Цариграду је постављен за логотета дрома. Његова моћ брзо је расла. Успео је да потисне друге византијске политичаре, укључујући и познатог Михаила Псела. На јесен 1073. године приморао је и самог цезара Јована Дуку да се повуче из политике.
Током владавине Михаила VII, Нићифорица је био де факто владар Византијског царства. Покушао је да успостави централну власт, а приоритет му је било да напуни царску благајну. Прибегавао је бруталној пореској политици што је изазвало велике немире. Успоставио је царски магацин у настојању да регулише снабдевање престонице житом. Према Михаилу Аталијату, додуше непријатељски настројеном према Нићифорици, његове мере изазвале су инфлацију цена жита. Цариград 1076/1077. године гладује. Истовремено избија побуна у теми Паристрион коју је предводио Ђорђе Војтех и Константин Бодин (под именом Петар), син Михаила Војислављевића. Устанак је успешно угушен.
Нићифорица је покушао да спроведе и војну реформу оживљавајући војску "бесмртника". Уз устанак Ђорђа Војтеха, у Малој Азији је беснео и устанак Русела де Балиола, а византијска војска је неколико година раније поражена код Манцикерта. Кекавмен је један од ретких извора који хвали политику Нићифорице. Други извори пишу о његовој похлепи и корупцији. Опозицију евнуху предводио је антиохијски патријарх Емилијан, Нићифорицин стари непријатељ још из времена његовог боравка у Антиохији. Против Михаила су 1077. године устали Нићифор Вријеније на Балкану и Нићифор Вотанијат у Малој Азији. Вријеније се морао повући. Група епископа супротставила се Нићифорици у Цариграду и затворила се у Аја Софију (7. јануар 1078) прогласивши Вотанијата за цара. Нићифорица их је на силу извукао из цркве. Михаило је на крају абдицирао у корист Вотанијата. Нићифорица је побегао из Цариграда и потражио уточиште у Хераклеји Понтијској где се придружио Руселу де Балиолу. Балиол га је ухватио и испоручио новом цару. Нићифорица је протеран на острво Проте, а затим на острво Оксеју где га је мучио мега хетерије Роман Страбороман. Умро је од последица мучења.